# Disco Pigs
Disco Pigs es una película irlandesa del año 2001 dirigida por Kirsten Sheridan y escrita por Enda Walsh, que la adaptó de la obra del mismo nombre escrita por él mismo en 1996. Cillian Murphy y Elaine Cassidy interpretan a dos jóvenes de Cork que mantienen una larga pero insana amistad.

## Argumento
La película gira en torno a la intensa relación de Darren y Sinéad, quienes se llaman "Pig" y "Runt", respectivamente. Pig y Runt nacieron en el mismo hospital casi al mismo tiempo y crecieron uno al lado del otro. Esto provoca una relación extremadamente estrecha entre los dos. Viven en su propio mundo y rara vez interactúan con otras personas; cuando lo hacen, es principalmente para expresar su hostilidad hacia ellos. Su relación, aunque muy intensa y poco saludable, sigue siendo platónica hasta su cumpleaños.
Alrededor de este tiempo, Runt capta y corresponde las atenciones de otro chico, Marky, de su escuela justo cuando Pig comienza a desarrollar sentimientos románticos por Runt. A medida que se acerca su cumpleaños, Pig se vuelve más volátil y violento y sus nuevos sentimientos se vuelven obvios para Runt cuando la besa después de un alboroto en un club nocturno. Runt no sabe cómo rechazarlo y continúan su amistad, aunque las relaciones entre ellos son marcadamente incómodas. Su relación finalmente genera preocupaciones en su escuela. Con la cooperación de sus padres y la madre soltera de Pig, Runt, considerada la más adaptable de las dos, es enviada a un internado. Pig está devastado por esto y decide huir y recuperar a Runt.
Aunque Runt está paralizada por la incertidumbre y el miedo en el internado, insegura de cómo vivir su vida diaria sin Pig, comienza a adaptarse e incluso se hace amiga de otra chica. En su cumpleaños, Pig llega a la escuela de Runt y le pide que se vaya con él, lo cual hace. Eufóricos por su reunión, los dos finalmente se encuentran con un club nocturno llamado The Palace. Allí, Runt vuelve a ver a Marky y baila con él. En un ataque de celos, Pig golpea a Marky hasta que muere. Los dos huyen del club y toman un taxi a la playa donde a menudo pasan tiempo y hacen el amor. Por la mañana, Pig sin decir palabra permite que Runt lo asfixie, sabiendo el castigo que le espera. Runt mira hacia el océano, preguntándose cómo será el resto de su vida.